# Hospital Curupaiti
Hospital Curupaiti é uma antiga colônia de portadores de hanseníase situada em Jacarepaguá, Rio de Janeiro, Brasil. Foi criado em 15 de outubro de 1929 para abrigar pessoas atingidas pelo Mal de Hasen, antigamente denominado lepra. Essas pessoas eram internadas compulsoriamente até a década de 1980 para evitar a propagação da doença. http://memoria.ebc.com.br/agenciabrasil/noticia/2009-01-25/pacientes-do-rio-internados-compulsoriamente-com-hanseniase-recebem-indenizacao
O Hospital Curupaiti atende cerca de duas mil pessoas, sendo quase 400 da época do isolamento compulsório, imposto no Brasil até a década de 1980. No país, existem 33 hospitais desse gênero, com até cinco mil moradores, sendo o Curupaiti o maior de todos.
Diversas instituições filantrópicas estão situadas na colônia para tentar ajudar material e espiritualmente os internos e seus familiares. Entre estas instituições destacam-se o centro Espírita Filhos de Deus, fundado pelo Sr. Amazonas Hércules; e a Congregação Mariana, associação católica sem fins lucrativos fundada pelo Monsenhor José Carlos Moreira.